# 대한민국 민법 제425조
대한민국 민법 제425조는 출재채무자의 구상권에 대한 민법 채권법 조문이다.

## 조문
제425조(출재채무자의 구상권) ① 어느 연대채무자가 변제 기타 자기의 출재로 공동면책이 된 때에는 다른 연대채무자의 부담부분에 대하여 구상권을 행사할 수 있다.

②전항의 구상권은 면책된 날 이후의 법정이자 및 피할 수 없는 비용 기타 손해배상을 포함한다.

第425條(出財債務者의 求償權) ① 어느 連帶債務者가 辨濟 其他 自己의 出財로 共同免責이 된 때에는 다른 連帶債務者의 負擔部分에 對하여 求償權을 行使할 수 있다.

②前項의 求償權은 免責된 날 以後의 法定利子 및 避할 수 없는 費用 其他 損害賠償을 包含한다.

## 판례
- 연대채무자가 변제 기타 자기의 출재(出財)로 공동면책을 얻은 때 다른 연대채무자의 부담부분에 대하여 구상권을 행사할 수 있고 이때 부담부분은 균등한 것으로 추정된다(민법 제425조 제1항, 제424조). 그러나 연대채무자 사이에 부담부분에 관한 특약이 있거나 특약이 없더라도 채무의 부담과 관련하여 각 채무자의 수익비율이 다르다면 그 특약 또는 비율에 따라 부담부분이 결정된다.[1]

## 같이 보기
- 구상권
- 연대채무